# Magog (fiume)
Il fiume Magog (in francese Rivière Magog; in inglese Magog River) è un fiume del Canada situato nel Québec. Lungo circa 32 chilometri, sfocia nel fiume Saint-François, dopo aver attraversato i centri abitati di Sherbrooke e Magog.